# Такси (филм)
Вижте пояснителната страница за други значения на Такси.
„Такси“ (на френски: Taxi) е френска екшън комедия от 1998 г. с участието на Сами Насери, Фредерик Дифентал и Марион Котияр, написана от Люк Бесон и режисирана от Жерар Пире. Това е първата част от филмовата поредица „Такси“. Има четири продължения, Такси 2, Такси 3, Такси 4 и Такси 5 и един римейк на английски език, Такси в Ню Йорк (2004). Той също така предоставя предпоставка за американското телевизионно шоу от 2014 г., Такси Бруклин.
Действието на филма се развива в Марсилия. Във филма непохватен полицейски инспектор изнудва таксиметров шофьор да му помогне да открие немска банда. Скоро той се премества в къщата на шофьора. Шофьорът е мотивиран да завърши мисията им за борба с престъпността, за да се отърве от новия си съквартирант.

## Сюжет
Внимание:  Текстът по-долу разкрива сюжета на произведението (или части от него)!
Даниел Моралес е изключително талантлив шофьор, живеещ в Марсилия, Франция, който не обръща особено внимание на законите за движение и полицията и е в любовна връзка с приятелката си Лили. Той напуска работата си като разносвач в местната пицария Pizza Joe, за да стане таксиметров шофьор, карайки своя бял персонализиран Пежо 406 от 1997 г., който е оборудван с различни състезателни модификации, които са механично скрити.
Младият, непохватен полицейски инспектор Емилиен Кутан-Кербалек живее с овдовялата си майка и току-що се е провалил на осмия си шофьорски изпит. Никой не го приема насериозно на работа, включително полицейски сержант Петра, към която той изпитва несподелена влюбеност. Комисар Жибер скоро информира полицаите за нов случай: германска банда, която успешно е извършила серия от грабежи на високо ниво в цяла Европа и сега е пристигнала в Марсилия. Бандата е известна със своята ефективност, квалифицирано шофиране и използването на червени автомобили Meрцедес-Бенц 500E като превозни средства за бягство. Предвиждайки следващия ход на бандата, Жибер разполага полицаи около набелязаната банка. След като обирджиите влизат в банката, Емилиен случайно предизвиква сблъсък на няколко превозни средства и престрелка с ескортиращия конвой на френския министър, което позволява на германците да избягат.
На следващия ден Емилиен решава да вземе такси за работа и се вози с Даниел. Без да знае каква е професията му, Даниел показва колата си и нарушава няколко закона за движение. Емилиен задържа Даниел, но след това го моли за помощ за залавянето на немската банда в замяна на връщане на книжката на Даниел - отчаян от уважението и вниманието на Петра. Разглеждайки снимки на колите за бягство, Даниел заключава, че гумите идват от гараж, собственост на Крюгер, единственият немски механик в града. Даниел с неохота се присъединява към Емилиен при наблюдение на гаража, където забелязват германските крадци. На следващата сутрин Емилиен се опитва да разпита Крюгер, който открива огън по дуото и избягва.
Полицията локализира следващата цел на бандата и успява да стреля с проследяващо устройство върху една от колите. Бандата обаче спира в уединен гараж и пребоядисва колите в сребристо, като по невнимание саботира проследяващото устройство и им позволява да избягат отново. След това Емилиен научава, че е оставил печката включена в апартамента си и го е изгорил, принуждавайки него и майка му да останат при Даниел. Нетърпелив да се отърве от Емилиен, Даниел правилно извежда стратегията за пребоядисване на бандата и чрез свой приятел проследява крадците до хиподрума. Даниел провокира бандата в надпревара и печели, като по-късно вдъхновява Емилиен да се обърне романтично към Петра. След това двамата стават приятели и измислят план как най-накрая да хванат бандата в престъпление.
На следващия ден, след като дублира контролните клавиши на двадесет светофара в целия град, Емилиен осигурява на Даниел затворена радио линия. Даниел наема старите си колеги от Pizza Joe, на които Емилиен раздава ключовете и уоки-токитата. След като бандата се отдалечава от поредния обир, Даниел ги следва и успешно подмамва германците в ново състезание. Докато разносвачите използват светофарите, за да разчистят пътя за колите, колите се движат по магистралата. След това Даниел се втурва към мост, който се строи, и рязко натиска спирачката; Колите на бандата прескачат пролуката и се приземяват от другата страна, само за да открият, че са хванати в капан на непълен мостов участък.
След като бандата е арестувана, Даниел и Емилиен получават медали от полицейския комисар и Емилиен започва да излиза с Петра. Филмът завършва с Даниел, който се състезава на Гран При на Франция във Формула 3000, спонсорирана от (за ужас на Даниел) полицията в Марсилия.

## Актьорски състав
- Сами Насери – Даниел Моралес. Бивш доставчик на храна, настоящ шофьор на такси. Шофирането и колите са в кръвта му. Сам модифицира таксито си и то става една от най-бързите коли във Гранция.
- Фредерик Дифентал – Емилиен Кутан-Keрбалек. Полицейски инспектор. Непохватен и разсеян, но много отдаден на работата си. Изключително слаб шофьор, постоянно го късат на изпита. Влюбен в Петра.
- Maрион Котияр – Лили Бертино. Приятелка на Емилиен. Ревнува, защото той прекарва повече време с колата си, отколкото с нея.
- Eма Сьоберг – Петра. Полицейски инспектор от немски произход. Умна и концентрирана. Влюбва се в Емилиен.
- Ричард Самел – главатар на бендата германци, обираща банките в Марсилия.
- Бернард Фарси – комисар Жерар Жибер. Шеф на полицията в Марсилия. Много несъобразителен и нехарн, често изпуска улики. Постоянно разказва истории за себе си в различни роли (напр., че е бил тюлен).
- Едуар Moнтуте – Aлен Тресор
- Taра Рьомер – колега на Емилиен
- Нийлс Дубост – Kaрл, втори немски крадец
- Франк Либерт – трети немски крадец
- Стефан Крис – четвърти немски крадец
- Maнуела Гурари – Камиле Кутан-Kербалек. Майката на Емилиен
- Георгес Нери – Джо
- Дан Херцберг – Пауло
- Себастиен Понс – Aким
- Maлек Бешар – Maрко
- Гуй Куанг – доставчик на пица
- Maурисе Mурсия – пенсиониран таксиметров шофьор
- Сабине Баил – служител на префектурата
- Себастиен Tиери – изпитващият инструктор на Емилиен.
- Ерик Беренгер – касапин
- Филип ду Жанеран – клиент
- Кристоф Феске – първи полицай
- Жерар Вантаджоли – втори полицай
- Кристиан Maзучини – полицейски елитен шофьор
- Гилауме Лансон – снайперист
- Жерар Дубуш – шофьор на Жибер
- Лудовик Лаваисиер – готвач на пица

### Известни каскадьори
- Филип Алиот, бивш състезател от Формула 1, от 1984 до 1994 г.
- Патрик Берно
- Жан-Пиер Жабуй, бивш състезател от Формула 1, от 1974 до 1981 г.
- Жан-Пиер Жариер, бивш състезател от Формула 1, от 1971 до 1983 г.
- Юта Клайншмид, бивша рали състезателка и единствената жена, спечелила рали Дакар
- Анри Пескароло, състезател от Формула 1 (1968–1976), 33 пъти пилот и 4 пъти победител в 24-те часа на Льо Ман
- Жан Раньоти, френски рали състезател от 1973 до 1995 г.

## Продукция

### Развитие
Люк Бесон излиза с идеята за филма през 1996 г., но е твърде зает с „Петият елемент“, за да го режисира по това време, така че решава просто да го продуцира. Той представя идеята си на обичайната си продуцентска компания Gaumont, но Gaumont няма доверие в проекта и отказва на Бесон. Бесон отива при двама стари приятели, Мишел и Лоран Петен, които ръководят малката продуцентска компания ARP. Те постигат споразумение за разделяне 50/50 и Бесон започва да търси режисьор. Той познава Жерар Пире от много отдавна, но Пирес не е режисьор на филм от 15 години. Режисирал е реклами, включително такива за Пежо, което го прави подходящ за проекта. По бюджетни причини мястото е избрано като Марсилия и актьорите са относително неизвестни по това време. Потърсили по-известни актьори, но те отказали проекта. Младите неизвестни актьори са обяснени на финансисти като Canal+ като по-лесни за идентифициране за млада аудитория и също като залог за бъдещето. Основната музикална тема е базирана на Misirlou, популярна песен с произход от Източното Средиземноморие.

## Прием

### Бокс офис
От гледна точка на касовите приходи, филмът „Такси“ е един от най-успешните френски франчайзи в историята. Първият филм е четвъртият най-успешен филм във Франция за годината с 6,4 милиона посещения и приходи от 39,3 милиона долара. Той има 2,2 милиона допускания в чужбина. Филмът също има много добри телевизионни рейтинги с 12 милиона зрители на TF1.

### Критика
Алмар Хафлидасон, който рецензира филма за BBC, му дава три звезди от пет, описвайки, че „има забавление от този филм, когато е в движение, но сценарият е истински удар.“ В проучване статия за списанието French Cultural Studies, Ипек А. Челик Рапас от университета Коч описва как филма „Такси“ отразява преместването в кариерата на Люк Бесон от режисьор към продуцент на високобюджетни филми и разкрива как се променя връзката му с постиндустриалните пространства тъй като неговите филмови локации се превръщат в инвестиции, свързани с филма.“

## Римейк
Американски римейк, също озаглавен Taкси, с участието на Куин Латифа, Джими Фалън и Жизел Бюндхен, е излъчен през октомври 2004 г. и е критикуван от критиците. Римейк на оригиналния филм като летен сериал, известен като Такси Бруклин, е излъчен през август 2014 г. по NBC.

## Дублажи

### Тандем Видео
| Озвучаващи артисти | Даниела Йорданова Светозар Кокаланов Георги Георгиев – Гого Борис Чернев |
| Преводач           | Илияна Йорданова                                                         |
| Тонрежисьор        | Димитър Кръстев                                                          |

### Диема Вижън (2023)
| Озвучаващи артисти  | Даниела Йорданова Ася Братанова Георги Георгиев – Гого Васил Бинев Светозар Кокаланов |
| Преводач            | Илияна Йорданова                                                                      |
| Тонрежисьор         | Стефан Дучев                                                                          |
| Режисьор на дублажа | Димитър Кръстев                                                                       |

## Филми от поредицата за „Такси“
Поредицата „Такси“ включва 6 филма:
- Такси (1998)
- Такси 2 (2000)
- Такси 3 (2003)
- Такси в Ню Йорк (2004)
- Такси 4 (2007)
- Такси 5 (2018)